# Соко Краљевине Југославије
Соко Краљевине Југославије је била јединствена витешка организација на принципима соколског покрета, чији је циљ био физичко и морално васпитање југословенских држављана. Основан је почетком децембра 1929.

## Увод

### Оснивање у Чешкој
Соколство као идеологија и као друштвени национални покрет је настало половином 19. века на територији Аустријског царства. У круговима чешке буржоазије развила се идеја о стварању једне пансловенске државе. Истичући своју припадност великој словенској заједници, у жељи да се одвоје од Аустријске царевине и пруже отпор германизацији, чешки интелектуалци, на челу са Мирославом Тиршом, материјално потпомогнути средствима чешког велетрговца Јандрика Фингера, основали су 1862. године „Гимназијско друштво прашко”, из кога је израстао Соколски покрет, спортског карактера, али са идеолошком суштином да ће угушити и победити „зло само онај народ чији чланови буду телесно и морално крепки”. Додатак имену друштва „Сокол”, настао је на предлог Тиршовог блиског сарадника Емануела Тонера, коме се допала симболична представа најбољих особина јунака у облику птице сокола, какву је упознао у српским епским народним песмама, које је сакупио и објавио Вук Караџић и које су у другој половини 19. века имале велику популарност у Европи. Године 1868. Тирш је издао „Темеље телесних вежби”, у којима је заједно са својим сарадницима, чешким филозофима, израдио гимнастичку терминологију. Наредне 1869. настало је и „Гимнастичко друштво за госпође и девојке”. Исте године је настао Чешки соколски савез, а затим и стручни часопис „Соко”.
Соколски гимнастички систем су чинили његова организација, идеологија, соколска васпитна методика, стручни кадрови, соколска просвета и соколска стручна штампа.
Покрет се проширио и на друге словенске територије, западноевропске земље и САД.

### Словенија
Међу Јужним Словенима, соколске принципе, као код Чеха су најпре 1862. године прихватили у Словенији, оснивањем друштва „Јужни Сокол”, у Љубљани, а чија су правила прихваћена тек нередне 1863. године. Тадашње власти су забраниле рад овог друштва. Већ 1868. основано је ново „Теловадно друштво Сокол”, затим „Женско теловежбено друштво” (1901),  „Словеначка соколска звезда” (1905) „Свесловенска соколска звезда” (1908).

### Хрватска
Хрвати су соколску идеју прихватили пар година након Словенаца. Идеја о оснивању соколског друштва је потекла од чланова певачког друштва „Коло”. У Загребу је 1867. основано одељење за гимнастику, под називом „Хрватски соко”, а оснивач и вођа је био Фрањо Хокман. Од 1878. је излазио месечни часопис „Сокол”, који је издаван наредних годину дана. У Загребу је 1884. саграђена соколана. Након тога је започео бржи развој соколства на територији Хрватске данашње, основани су „Приморски соко” и Савез хрватских соколских друштава на Сушаку  (1904), Соколско друштво „Дубровник” у Дубровнику (1904), „Српски соко” у Загребу (1905).

### Босна и Херцеговина
У Фочи је 1883. Ристо Јеремић, тада студент медицине, основао српско соколско друштво, чији је циљ био физичко и морално уздизање у борби против алкохолизма. Аустроугарске власти су га одмах забраниле и уништиле справе за вежбање. Тек десет година касније основани су витешко друштво „Обилић” у Мостару (1903), затим Друштво „Душан Силни”, у Сарајеву (1906), „Српско соколско друштво” у Тузли (1908) и Српска соколска жупа босанскохерцеговачка у Сарајеву (1910).
Године 1909. песник Осман Ђикић је основао „Муслимански соко”, са циљем да се муслиманска омладина одвоји од хрватског сокола, анационалног карактера. У Тузли је друштво носило назив „Исламски соко”. На Свесловенском слету у Прагу 1912. муслимани су учествовали под заставом Краљевине Србије.

### Војводина
Гимнастика у Војводини започела је да се развија након оснивања Друштва за јахање, веслање и гашење пожара (1872). Две године након тога је оформљен „Српски соко”. Настава гимнастике у Војводини је постала обавезан предмет у Српској великој гимназији у Новом саду 1875. године. У Вршцу је 1878. основано гимнастичко друштво, „Венац, које  је касније преименовано у „Српски соко”, а затим су основана и соколска друштва у другим местима у Војводини. На иницијативу лекара Лазе Поповића, основан је „Српски соко” у Сремским Карловцима 1905. године, које је 1905. почело са активнијим радом. Године 1906. основана је Фрушкогорска жупа, са центром у Сремским Карловцима. Након њиховог учешћа на Хрватском свесоколском слету у Загребу, успоставили су чвршћу везу са осталим соколима, основали су соколску библиотеку са архивом, а затим и лист „Српски Соко”. Патријарх српски Георгије Бранковић је купио за соколану једну од најлепших кућа у Сремским Карловцима. Лаза Поповић је успео да обједини српско соколство у један савез, али пошто је његов рад био отежан због аустроугарских власти, центар српског соколства је пребачен у Београд. Лаза Петровић је угасио часопис који је издаван у Сремским Карловцима, и у Београду је 1911. покренуо „Српски Соколски гласник”. У соколске вежбе је уврстио и српске народне јуначке игре.

### Македонија
На територији Јужне Србије односно Македоније соколство је започело оснивањем друштва „Душан Силни” (1908).

### Србија
У Кнежевини Србији, у Београду Стева Тодоровић је на иницијативу својих ученика, основао Прво српско друштво за гимнастику и борење.  1857. године.
По наставном плану који је носио назив „Распоред предмета за мушке и женске основне школе и упутство како ће се предавати”, који је донет Законом од 17. септембра 1871. године уведено је обавезно телесно вежбање у сва четири разреда основних школа, а Указом министра просвете у Србији је фискултура постала обавезан предмет у средњим школама школске 1878/1879. године. Физичко васпитање су тада пропагирали официри, често у улози наставника, који су у ту сврху обучавани на посебним курсевима.
Наставак рада првог друштва које је основао Стева Тодоровић, оснивање великог гимнастичког друштва за децу и омладину, са централом у Београду и огранцима у већим градовима Србије предложио је Владан Ђорђевић. Тако је 1882. основано „Прво београдско друштво за гимнастику и борење”, а у наредних десетак година су основана друштва у многим градовима Србије. Војислав Рашић, који је имао прилике да се упозна са радом првог чешког гимнастичког друштва, предложио је да се београдском друштву дода назив „Соко”, па је друштво 1892. добило назив „Београдско гимнастичко друштво Соко”. Ово друштво се укључило у соколски покрет, али је радило по шведском гимнастичком систему. Исте године Рашић је основао Београдско гимнастичко друштво „Душан Силни ”, које се више ослањало на српску прошлост. Односи између два београдска друштва су били јако лоши, а борба се водила преко штампе. На предлог заштитника оба друштва, принца Ђорђа, као и под утицајем Јозефа Шајнера, старешине Чешке соколске заједнице у Прагу, ова два друштва су се ујединила у Савез српских соколских друштава „Душан Силни” на Цвети 1908. године. Соколски покрет у Краљевини Србији, у то време јединој независној заједници словенских народа, повезао се од тада са Соколима у Прагу, Војводини, Босни и Херцеговини, Поморју, Словенији, Хрватској, Славонији, Крајини и Далмацији.
Влада Краљевине Србије, посебно министар просвете Љубомир Јовановић, касније оснивач Жупе Београд, придавали су велики значај соколском покрету у првој деценији 20. века.
Након свесоколског слета у Прагу 1907. године, на коме су присуствовали и делегати из Краљевине Србије, Министарство просвете Краљевине Србије је упутило захтев соколској општини у Прагу, да пошаље своје „предњаке” (чланове оспособљене да обучавају друге), који би у Србији ширили соколске идеје и радили на физичком васпитању. Деветорица предњака су из Прага дошли у Србију 1911. године и распоређени у Београд, Ваљево, Крагујевац, Крушевац, Ниш, Пирот, Пожаревац, Ужице и Шабац.
Током Анексионе кризе, Соколи су оптуживани за великосрпску пропаганду. Око 1912. Српски Соколи су се организовали у жупе: Фрушкогорска у Срему, Далматинску, Крајишку, Савез српских соколског друштва „Душан Силни” у Србији, и босанскохерцеговачку. Након слета у Загребу 1911. су иступали заједно под истом соколском заставом и организовали у Свесловенски соколски савез.

## Оснивање
Уочи Првог светског рата, 18. јуна 1914. године у Загребу је одржан тајни састанак представника тадашње Словеначке соколске Звезде, Хрватског Соколског савеза и Српског соколског Савеза. Као представник српских сокола из Србије, Ђура Паунковић је на овом састанку одржао значајан говор, у коме је предложио да се оснује један Југословенски соколски савез, који би обухватао све Јужне Словене, без обзира да ли живе у Србији, Аустроугарској или Бугарској.  Након расправе, предлог је једногласно усвојен.
Уједињење је требало да се прокламује на првом Југословенском соколском слету у Љубљани предвиђеном за Видовдан, десет дана касније, када би се договорили и о заједничким костимима, вођама, седишту савеза. Аустроугарске власти, вероватно сазнавши за заказани слет су забраниле долазак српских Сокола из Србије, због чега је одлучено да се слет не одржи, мада слет се највероватније не би ни одржао због Сарајевског атентата, као и ратних догађаја који уследили.
Након Првог светског рата и стварања Краљевине Срба, Хрвата и Словенаца, поново су се састали представници племенског соколства, на седници од 26. јануара 1919. у Загребу, на којој је остварена одлука о уједињењу у Соколски Савез Срба Хрвата и Словенаца, донета још на тајном састанку 18. јуна 1914, што је затим свечано проглашено на Видовдан исте 1919. године, на соколском сабору у Новом Саду.
Наредне 1920. године савез је променио име у Југословенски соколски савез. Након увођења диктатуре, донет је Закон о оснивању Сокола Краљевине Југославије”. За старешину је изабран престолонаследник Петар II Карађорђевић, а његови заменици су били Енгелбел Гангл и Ђура Паунковић.
Према том закону сва постојећа друштва морала су да се уједине или би у супротном била укинута. Краљ Александар је соколство увео у државне институције, школу и војску, а практично читава државна администрација имала је за циљ ширење југословенства кроз соколство. Савез је постао члан савеза „Словенског соколства” и Међународног гимнастичког савеза.

## Организација
Циљ Сокола је био да подиже телесно здраве, морално јаке и национално свесне држављане Краљевине Југославије, а све то упоредним васпитањем тела и душе по одомаћеном Тиршовом соколском систему.
Члан Сокола је могао бити сваки „дорастао и непорочан“ држављанин, а постојала су и деца соколи и соколски прираштај.
На територији Краљевине Југославије постојало је шест нивоа соколске организације:
1. Савез — врховни орган на нивоу државе, подређен Министарству за физичко васпитање народа. Удруживала је све соколске жупе Краљевине Југославије, а њено седиште је било у Београду.[20]
2. Жупа — удруживала је више соколских друштава и имала је седиште у привредном и културном центру региона
3. Друштво — основна месна организација која је непосредно вршила одгајивање свих соколских припадника свога подручја. Обично је обухватало један град са околним селима
4. Чета — обично у сеоским срединама
5. Братство — најмање 6 чланова
6. Повереништво — најмање 3 члана

Соколским друштвом је управљала друштвена управа, коју су чинили, старешина друштва, његов заменик, председник просветног одсека, начелник и начелница, 5—10 чланова и њихових заменика и 3—5 ревизора рачуна и њихових заменика. Соколском жупом је управљала управа жупе, која су чинили, старешина, његов заменик, председник просветног одбора, начелник и начелниц, секретар, благајник, 5—10 чланова и њихових заменика и 5 ревизора и њихових заменика.

## Соколски савез
Соколским савезом је управљала Управа коју су чинили старешина, пет подстарешина, начелник, начелница, по три њихова заменика, председник просветног одбора, 15—25 чланова и 7—11 њихових заменика и 5—7 ревизора и њихових заменика. Управу Соколског савеза је именовао и разрешавао министар просвете и министар војске и морнарице у сагласности са председником Министарског савета.
Старешина Соколског савеза је био наследник престола Петар Карађорђевић. Старешина и Управа су управљали целокупним радом Сокола Краљевине Југославије и представљали целокупно соколство. Саветодавни органи за проучавање и решавање начелних питања били су: Главна скупштина, Одбор делегата жупа и Одбор начелника жупа. Програм Соколске Петрове петољетке је спровођен у периоду који се требао завршити краљевим стицањем пунолетства 6. септембра 1941.

## Соколане
Соколана је просторија у којој се редовно одржавају вежбе чланова друштва. Као главно стециште чланова, требало је да обезбеди могућност вежбања и у зимским условима, без опасности по здравље. Још на самом почетку соколског покрета су успостављена одређена правила за изградњу соколана. Соколане је требало да буду довољно простране, тако да сваки вежбач има 4–5 m². Осим тога соколане су биле површине најмање 54 m² и висине 4–5 m.
За летње месеце предвиђена су вежбалишта на отвореном. Под вежбалишта је прављен од набијене земље, дрвета или насипаног песка на дубину 30–40 cm. Било је пожељено да у соколани постоје и просторије за пресвлачење и купалишта за туширање.
Временом су у приоритетне соколске грађевине увршћена и слетишта. Прилаз слетишту је морао да има добар распоред улаза, тако да се учесници могу поделити од гледалишта, пре улаза у слетиште, а на улазу у збиралиште разделити на мушке и женске учеснике.
Соколски објекти су били изузетно популарни и представљали су идеале пансловенског културног и спортског покрета. На територији Краљевине Југославије је изграђено преко 150 соколских објеката. На територијама са српском већином грађени су објекти са елементима моравског стила инспирисани архитектуром из 14. и 15. века, у Словенији неоготичка реминисценција, као дом у Табору, док је у Македонији преовлађивао оријентални стил. Средином четврте деценије 20. века, под утицајем модерне, објекти су изгубили фолклорну декорацију и постали су функционалнији.
Један од најзначајнијих градитеља соколских домова је био Момир Коруновић. Био је надзорни архитекта на свим соколским домовима у Југославији и председник грађевинско-уметничког одсека Савеза Сокола Краљевине Југославије. Израдио је пројекте за двадесет седам од чега је реализовано шеснаест пројеката, међу њима соколски домови у Прокупљу, Автовцу, Високом (1935), Јагодини (1935), Старој Пазови (1931), Лозници (1931), Бијељини (1929), Урошевцу (1929), Ужицу,  Куманову (1931), Соколску вежбаоницу при Другој мушкој гимназији у Македонској улици (1924), Соколско слетиште - дрвени стадион за Свесоколски слет (1930), Соколски дом на Чукарици (1934), „Матица” у Делиградској улици (1935) у Београду.
Значајан архитекта соколских домова је и професор Јосип Дриак, који је урадио нацрт за спортски стадион у Загребу, тада највеће соколско слетиште у Југославији, највећа грађевина посвећена телесном вежбању у Југоисточној Европи. Изграђена је 1934. поводом 60 година Хрватског сокола, 30 година од оснивања Савеза хрватских соколских друштава, 20 година Југословенског соколског савеза и 10 година Савеза Свесловенског Соколства. 

## Соколски слетови
Најзначајније соколске манифестације су били соколски слетови. Њихов циљ је био да се кроз телесно вежбање обележи масовност соколског покрета. Одржавали су се на нивоу једног соколског окружја, једне соколске жупе, на нивоу једне државе или једне од њених регија (покрајински слетови) или на међународном нивоу, такозвани свесловенски соколски слетови, који су се традиционално одржавали у Прагу.
Често се дешавало да се слетови одржавају на дане великих црквених празника, као што су Васкрс, Видовдан, Духови и други. Осим гимнастичких вежби, на слетовима су организовани свечани дефилеи, бакљаде, концерти и друго.
Први Југословенски свесоколски слет је одржан у Љубљани од 23. јула до 16. августа 1922. године и имао је међународни карактер. Други Југословенски свесоколски слет је одржан од 8. до 30. јуна 1930, у Београду.
Међу најбоље слетове Југословенског Сокола спада покрајински слет одржан у Љубљани 28—29. јуна 1933.

## Чланство
Чланови свих соколских организација су се, без обзира на узраст, укључујући и децу међусобно обраћали са „брате” или „сестро”, ословљавали са „ти” и поздрављали са „здраво”.
Соколи су пропагирали једнакост полова. Сматрали су да жене имају иста права да постану учитељи и предњаци, с тим да су жене обучавале женске чланове, а мушки мушке чланове. Мушки и женски чланови су могли обављати исте функције у соколској хијерархији.
Ипак, сматрали су да би у случају рата улога жена била другачија у односу на мушкарце, односно да се брину о деци, исхрани становништва и војске.

## Војска
Године 1940. Соколство је трансформисано у организацију војног карактера из два разлога. Као национална организација, њен циљ је био одбрана државе Југославије, с обзиром да јој је претила опасност од напада Силе Осовине. Други разлог су били унутрашња одбрана од напада и масовних прогона припадника Сокола на територији Бановине Хрватске, где су се најјаче осетиле последице Посланице католичког епископата против Савеза Сокола од 8. јануара 1933. године.
Током читаве 1940. године бележени су прогони и напади на соколске раднике из Имотског, Нове Градишке, Сплита, Загреба и других места, одузимани су им одборнички мандати, а соколски учитељи су пребацивани у забачена села Бановине Хрватске, далеко од већих места.
Соколство се у време владе Милана Стојадиновића, концентрисала на територију Србије, а касније је влада Драгише Цветковића почела да наоружава организацију, као противтежу Хрватској сељачкој заштити.
Још крајем марта 1940. године Савезна управа Сокола је објавила приправно стање, са циљем да се делатност југословенског соколства усмери на народну одбрану, војно-одбрамбене акције у спречавања „Пете колоне” у Југославији.
Предвиђано је организовање Соколства у Југословенску националну војску и у том смислу је интензивиран рад на успостављању нових соколских јединица.
Према правилнику Савеза и иначе су кандидати који су желели да уживају повластице одслужења скраћеног војног рока обучавани да рукују оружјем и бацају бомбе. Међутим, ратно стање је захтевало већу предвојничку обуку. У том смислу, отказиване су манифестације, које су могле да одузимају време у припремама за војно-одбрамбени рад, а свим јединицама је издата директива хитног оформљавања стрељачког одсека и одржавања војне обуке на редовним часовима.

## Галерија
- Разгледница Соколске организације „Краљевић Марко”
- Српски Соколи из Скопља са изасланицима Српског Сокола из Дубровника на слету у Београду 25. јуна 1910. претходници Сокола Краљевине Југославије
- Слет у Скопљу
- Слет у Скопљу
- V. Покрајински Соколски Слет Скопље, 1937.
- Никола Драгичевић, лекар из Панчева и члан Соколског друштва
- Соколско друштво из Панчева
- Упутства Управе Савеза Сокола Краљевине Југославије припадницима организације за прикупљање новчаних прилога за чехословачке избеглице (1938)
- Стеван Тодоровић (1832—1925), српски сликар и први старешина Савеза соколских друштава „Душан Силни“
- Др Војислав В. Рашић (1869—1943) је први донео соколску униформу у Краљевину Србију као пионир српског соколског покрета
- Војислав Живановић (1870—1932), потпуковник српске краљевске војске, и први заменик старешине Савеза соколских друштава „Душан Силни“
- Др Лаза Поповић (1877—1945), духовни вођа српског соколског покрета
- Др Лаза Поповић (1877—1945), старешина Фрушкогорске жупе
- Милутин Гр. Мишковић (1864—1934), генералштабни пуковник српске краљевске војске и организатор „Соколског покрета“ у Краљевини Србији
- Војислав Бесаровић, први старешина српске соколске Босанско-херцеговачке жупе и сарадник Душана М. Богуновића (1888—1944).
- Стеван-Стево Жакула (1875—1939), старешина Босанско-херцеговачке жупе и близак сарадник Душана М. Богуновића (1888—1944).
- Михајло-Мишко Јовановић (188?—1915), припадник тајне организације „Млада Босна“ и члан српског Соколског покрета.
Учесник је атентата на аустроугарског престолонаследника у Сарајеву 1914. године.
- Коњички потпуковник Милоје Павловић (1887—1941), старешина Шумадијске жупе
- Српски соколски учитељски курс одржан од 1. јула до 2. августа 1912. године у Сарајеву (БиХ).